# Schoenobius gigantella
Schoenobius gigantella ist ein Schmetterling aus der Familie der Crambiden (Crambidae).

## Merkmale
Die Falter erreichen eine Flügelspannweite von 27 bis 47 Millimeter (nach einer anderen Quelle von 25 bis 30 Millimeter bei den Männchen und 35 bis 43 Millimeter bei den Weibchen). Die Vorderflügel der Männchen sind ziemlich breit und haben einen stumpfen Apex. Sie sind grau bis ockerfarben und mit unterschiedlich stark entwickelten braunen Flecken gezeichnet, die die Querlinien andeuten. In der Zelle befinden sich zwei Flecke. All diese Flecke können auch weitgehend zusammenlaufen, sie bilden dann einen Längsstrich, der von der Basis bis zum Flügelaußenrand reicht. Die Hinterflügel sind gräulich und mit einer fast erloschenen grauen Submarginallinie und dunklen Flecken am Außenrand gezeichnet. Die Weibchen haben schlankere und schmalere Flügel, der Apex ist spitz. Die Vorderflügel sind ockerfarben und mit sehr variabel entwickelten dunkelbraunen Flecken gezeichnet. Sie können entweder fast fehlen oder auch gut entwickelt sein und im Mittelfeld und im Apikalfeld zu einem Längsstrich zusammenlaufen. Die Hinterflügel sind weiß. Die individuelle Variabilität ist sehr groß, während die geografische Variabilität gering ist. Die Form nigristriellus Popescu-Gorj, Olaru & Draghia, 1972 besitzt gelblich ockerfarbene Vorderflügel mit einem breiten braunen Längsstrich. Diese Form ist bei den Weibchen häufig anzutreffen, während sie bei den Männchen selten ist. Bei der Form punctigerellus sind die Vorderflügel mit zahlreichen bräunlichen Flecken bedeckt. Diese Form ist ebenfalls bei den Weibchen häufiger.
Die Raupen sind gelblich weiß, haben einen braunen Kopf und einen braunen Thorakalschild.

## Verbreitung
Schoenobius gigantella ist in Europa weit verbreitet. Außerhalb von Europa findet man die Art auch in China, Russland, Transbaikalien, Kasachstan, Aserbaidschan, im Iran, in Turkmenistan, in der Türkei und in den Wüstenregionen Palästinas. Nachweise aus Nordafrika gibt es noch nicht.

## Biologie
Die Raupen fressen in jungen Schilfrohrtrieben  (Phragmites australis) und an Wasser-Schwaden (Glyceria maxima). Sie verpuppen sich im Stängel unterhalb eines Ausfluglochs das mit einem Gespinst verschlossen wird. Die Falter fliegen von April bis August.

## Systematik
Die sehr ähnlichen Arten Schoenobius sasakii Inoue, 1982 und S. majoralis Hampson, 1896 wurden zu Unterarten von S. gigantella herabgestuft.
Aus der Literatur sind folgende Synonyme bekannt:
- Tinea gigantella [Denis & Schiffermüller], 1775
- Palparia gigantea Haworth, 1811
- Palparia fumea Haworth, 1811
- Topeutis gigantalis Hübner, 1825
- Chilo punctigerellus Stephens, 1829
- Chilo punctigerellus Stephens, 1834
- Chilo spurcatellus Walker, 1863
- Schoenobius gigantellus ab. punctivittellus  Erfurth, 1933
- Schoenobius gigantellus f. nigristriellus  Popescu-Gorj, Olaru & Draghia, 1972

## Belege
1. 1 2  Patrice Leraut: Zygaenids, Pyralids 1. In: Moths of Europe. 1. Auflage. Volume III. NAP Editions, 2012, ISBN 978-2-913688-15-5, S. 505 (englisch).
2. 1 2 3 4 5  Barry Goater, Matthias Nuss, Wolfgang Speidel: Pyraloidea I (Crambidae, Acentropinae, Evergestinae, Heliothelinae, Schoenobiinae, Scopariinae). In: P. Huemer, O. Karsholt, L. Lyneborg (Hrsg.): Microlepidoptera of Europe. 1. Auflage. Band 4. Apollo Books, Stenstrup 2005, ISBN 87-88757-33-1, S. 116 (englisch).
3. 1 2  Global Information System on Pyraloidea (GlobIZ). Abgerufen am 20. Oktober 2014.
4. ↑  Schoenobius gigantella bei Fauna Europaea. Abgerufen am 20. Oktober 2014